# Lole y Manuel
Lole y Manuel va ser una parella professional gitana flamenca formada el 1972 pel matrimoni Dolores Montoya Rodríguez (1954-) i Manuel Molina Jiménez (1948-2015). Aquesta parella va ser el primer exponent de música flamenca dirigit a un públic no exclusivament flamenc, sent precursors del corrent musical anomenat nou flamenc.

## Biografia
Lole y Manuel van ser matrimoni afectiu i parella musical de flamenc formada el 1972 per Dolores Montoya Rodríguez (Sevilla, 1954) i Manuel Molina Jiménez (Ceuta, 1948 - San Juan de Aznalfarache, Sevilla, 19 de maig de 2015). Tenen una única filla també cantant anomenada Alba Molina.

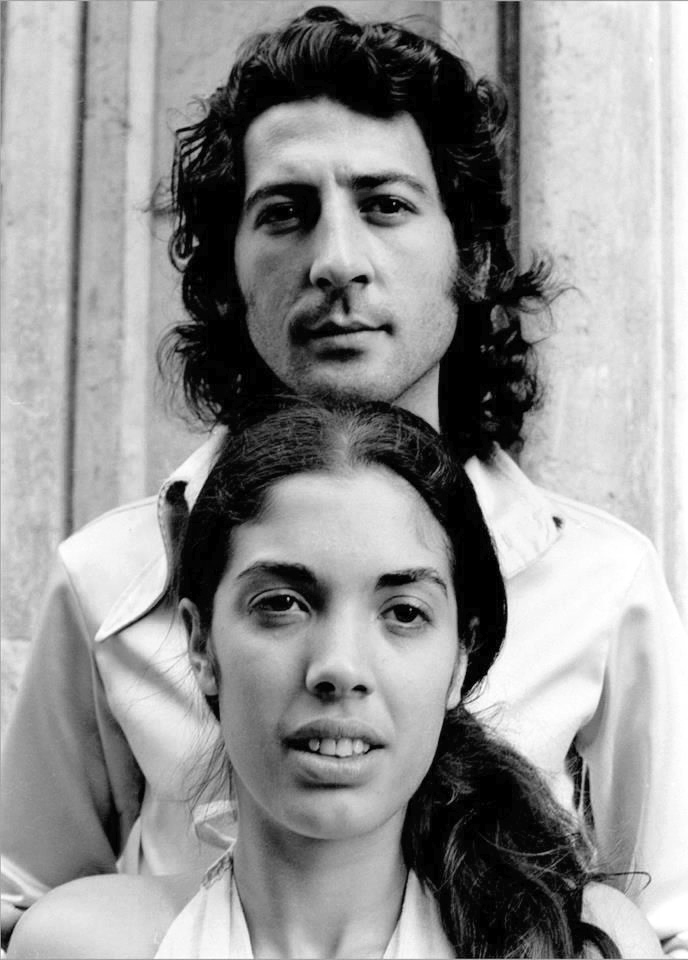
Lole i Manuel Molina

Tant Manuel Molina com Dolores Montoya són membres de famílies gitanes d'estirp artística. En el cas de Manuel, és fill de Manuel Molina Acosta, més conegut com El Encajero, i Lole és filla de la cantaora i balladora Antonia Rodríguez Moreno, La Negra, i del ballador Juan Montoya.
Ja com a duo van començar a tocar junts el 1973 fins que Ricardo Pachón, els va oferir gravar una maqueta. Per al seu debut discogràfic Lole i Manuel viatgen fins a Madrid, l'enregistrament dura tres dies, i a causa d'alguna diferència en la producció, la parella es nega a signar el contracte, però amb una còpia del màster.
Malgrat no tenir res signat, es llança el disc sota el segell Movieplay, sense cap mena de campanya publicitària ni presentació ni promoció. Nuevo Día (Movieplay, 1975) comença a funcionar, primer bones crítiques de la premsa especialitzada i després el boca a boca va fent que el disc es converteixi en un gran èxit. Per a no acabar en els tribunals tant el segell com el duo arriben a un acord per a donar-los la carta de llibertat, per a llavors el segell CBS els ofereix un contracte per al qual graven els seus pròxims discos. El 1976 van rebre el Fotogramas de Plata a la millor activitat musical.
A partir de 1993 les seves carreres discorren per separat, però això no és obstacle perquè puntualment col·laborin junts en algun enregistrament com en el disc de Ni el Oro Ni la Plata (Sum, 2004), en la qual Manuel li va escriure alguns temes i fins i tot arriben a tocar junts.
La música de Lole i Manuel té diverses aparicions al cinema, destacant la seva participació en les pel·lícules Manuela de Gonzalo García Pelayo, Flamenco i Deprisa, deprisa de Carlos Saura i Siesta de Mary Lambert, així com a la banda sonora de Kill Bill: Volum 2 de Quentin Tarantino. Darrerament Lole ha tret un disc amb el guitarrista Diego del Morao.
El 19 de maig de 2015 mor Manuel Molina als 67 anys en el seu domicili de San Juan de Aznalfarache, víctima d'un càncer terminal.

## Discografia
- Nuevo día - El origen de una leyenda (1975)
- Pasaje del agua (1976)
- Lole y Manuel (1977)
- Al alba con alegría (1980). Acompanyats per Imán, Califato Independiente.
- Casta (1984)
- Lole y Manuel cantan a Manuel de Falla (1992)
- Alba Molina (1994)
- Una voz y una guitarra. Gravat en directe des del Teatro Monumental de Madrid (1995).